# Домбровский, Вячеслав (министр)
Вячеслав Домбровский (Вячеславс Домбровскис, латыш. Vjačeslavs Dombrovskis; до 16 лет — Галущенко; род. 27 декабря 1977, Рига) — латвийский политический деятель, экономист, министр образования и науки Латвии (2013—2014), министр экономики (2014).

## Образование
Окончил Латвийский университет имеет степень бакалавра в области экономики и финансов, затем университет Кларка (Clark University, США), докторская степень в экономике.
Получил латвийское гражданство путём натурализации в 1997 году (см.неграждане Латвии).
Научную карьеру начал в качестве гостевого исследователя в Центре европейских экономических исследования ZEW в Германии. Возвратившись в Латвию, стал членом правления местного отделения фонда «Открытое Общество».
В 2003 году присоединился к Балтийскому международному центру исследований экономической политики (Baltic International Centre for Economic Police studies, BICEPS) как исследователь, проработал там почти 9 лет. С 2003 по 2011 год преподавал в Стокгольмской высшей школе экономики (Stockholm School of Economics, SSE, ныне Рижская высшая школа экономики).

## Политическая карьера
Домбровский пришел в политику в 2011 году, присоединился к вновь образованной Партии реформ и был избран членом парламента Латвии. В течение следующих двух лет был лидером фракции Партии реформ, заместителем председателя в парламенте и руководителем подкомитета по налоговой политике.
В мае 2013 года, после отставки предыдущего министра Робертса Килиса, назначен министром образования и науки Латвии. Ушёл в отставку в январе 2014 года.
С апреля 2014 по 2015 год председатель Партии реформ, сменив на этом посту Валдиса Затлерса, в 2015 году эта политическая сила самоликвидировалась. На выборах 2014 года Партия реформ не выдвигала своего списка, а присоединилась к списку «Единства». Баллотировался по этому списку в XII Сейм и Вячеслав Домбровский, но в парламент избран не был. В апреле 2015 года Вячеслав Домбровский сложил депутатский мандат и заявил об уходе из активной политики.

### Исследовательский центр Certus
В октябре 2015 года Домбровский организовал исследовательский центр Certus при поддержке банка ABLV и ряда других предприятий.
Одним из важнейших достижений центра Certus стало исследование профессора бизнес-школы RISEBA Анатолия Прохорова о влиянии отмены подоходного налога на реинвестированную прибыль предприятий, которое поддержало правительство, отменив этот налог с 2018 года.

### Кандидат в премьер-министры
В 2018 году Домбровский присоединился к партии «Согласие» и был выдвинут Нилом Ушаковым и Янисом Урбановичем кандидатом в премьер-министры на парламентских выборах, возглавив партийный список по Риге. В его программе партии фактически остались те же приоритеты экономики, которые были обозначены в исследованиях Certus: биоэкономика; обрабатывающая промышленность; транзит; информационные технологии; Рига — соединяющий город (Gateway City); экспорт образования и медицинских услуг.
Вячеслав Домбровский был избран в XIII Сейм, получив на этих выборах 34705 «плюсов», только 1354 «вычеркивания» и набрав тем самым 121611 баллов.
Противники Домбровского пеняли ему на большие кредитные обязательства — в декларации кандидата в депутаты он указал, что должен банку свыше 211 тысяч евро, однако это отнюдь не самый большой показатель в кандидатских списках.

## Личная жизнь
C 2013 года разведён, со своей первой супругой Мариной. Имеет дочь Стеллу и сына Владислава, от первого брака. С августа 2017 года состоит в браке с Райной Дурея-Домбровской.
На вопросы о том, почему он не указал в партийном списке свою национальность, Домбровский ответил, что его русский дед по линии матери приехал в Латвию как офицер Советской Армии, а по отцу он украинец. Но поскольку его родители развелись, то с двух лет его воспитывал отчим-латыш, которого Домбровский считает своим настоящим отцом. «Это пример того, насколько многонационально наше общество и каждый из нас. Я решил баллотироваться от партии „Согласие“ именно потому, что эта политическая сила не делит людей по национальному признаку», — сказал В. Домбровский.